# Harpura atriceps
Harpura atriceps là một loài tò vò trong họ Ichneumonidae.